# Kragerø
Kragerø ( ? i  escolteu-ne la pronunciació en noruec) és un municipi situat al comtat de Telemark, Noruega. Té 10.607 habitants (2016) i la seva superfície és de 305,3 km². El centre administratiu del municipi és el poble homònim.
El diari londinenc The Independent, va publicar un article sobre Kragerø afirmant que "quan els noruecs volen allunyar-se de tot, es dirigeixen a Kragerø". "Els boscos, fiords i illes els esperen al lloc on Edvard Munch va trobar la pau i la relaxació." La població de Kragerø es quadruplica durant els mesos d'estiu per la gran quantitat de turisme. Edvard Munch es va enamorar de Kragerø al seu temps, i la va anomenar "la perla de les ciutats costaneres" (Perlen blandt kystbyene). El 2002, The Independent va publicar un article a la costa de la regió dient que "pot o no tenir moltes platges de sorra, però la costa de Noruega ofereix sofisticats i impressionants paisatges." La ciutat de Kragerø es caracteritza per l'aigua clara i blava, així com per les seves belles vistes.

## Informació general

### Nom
La forma nòrdica del nom era Krákarey. El primer element és (probablement) el genitiu de kráka, 'corb'. L'últim element és "illa". Kragerø és la forma danesa del nom, creada al segle xvii.

### Escut d'armes
L'escut d'armes és modern. Se'ls va concedir el 28 de gener de 1938. L'escut és de color negre amb una galera de plata al centre. Kragerø va rebre el privilegi de ciutat el 1666, però va dependre de Skien fins al 1842. La ciutat utilitza un segell que era idèntic al de Skien. La galera a l'escut es deriva del fet que des del 1666, Kragerø havia de proporcionar una galera amb cinc canons al Rei.

## Història

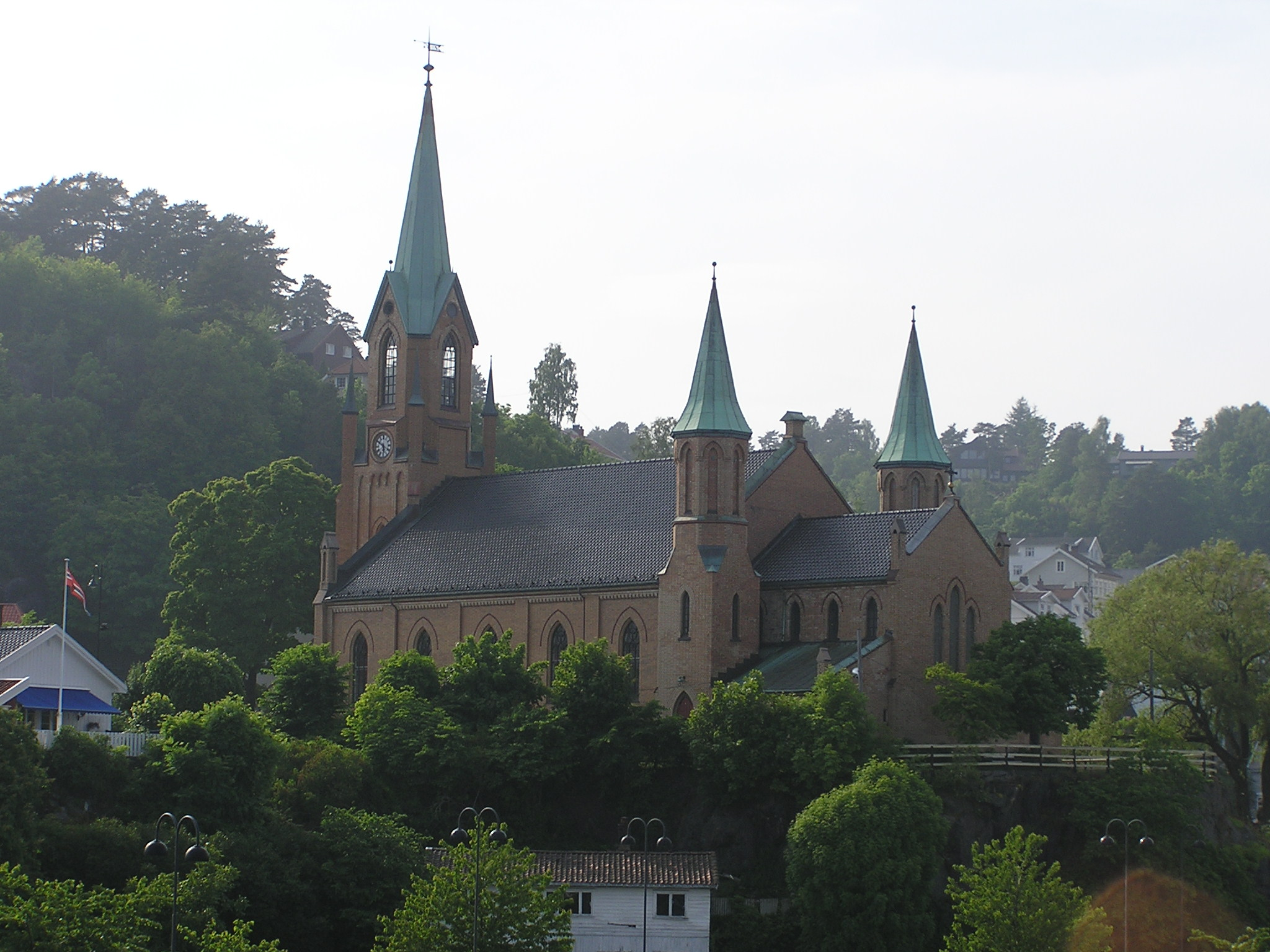
Església de Kragerø.

La ciutat de Kragerø es va establir com a municipi l'1 de gener de 1838. Quan hi havia velers, Kragerø va ser una de les ciutats portuàries més grans de Noruega. Els municipis rurals de Sannidal i Skåtøy es van fusionar al municipi de Kragerø l'1 de gener de 1960. El municipi ara inclou 495 illes, illots i esculls, a més de 4.000 cases d'esbarjo. També hi ha 190 llacs d'aigua dolça al municipi.

### L'assassinat del 1694
El 17 d'agost de 1694, Christian Hansen Ernst va ser assassinat a l'indret actual de Knivstikkersmauet ("carreró del ganivet Stabber"). Ell era un empleat del servei postal, i un ex servidor d'Ulrik Fredrik Gyldenløve, i un dels pocs africans de l'època que vivia a Noruega, amb una identitat es desconeix.

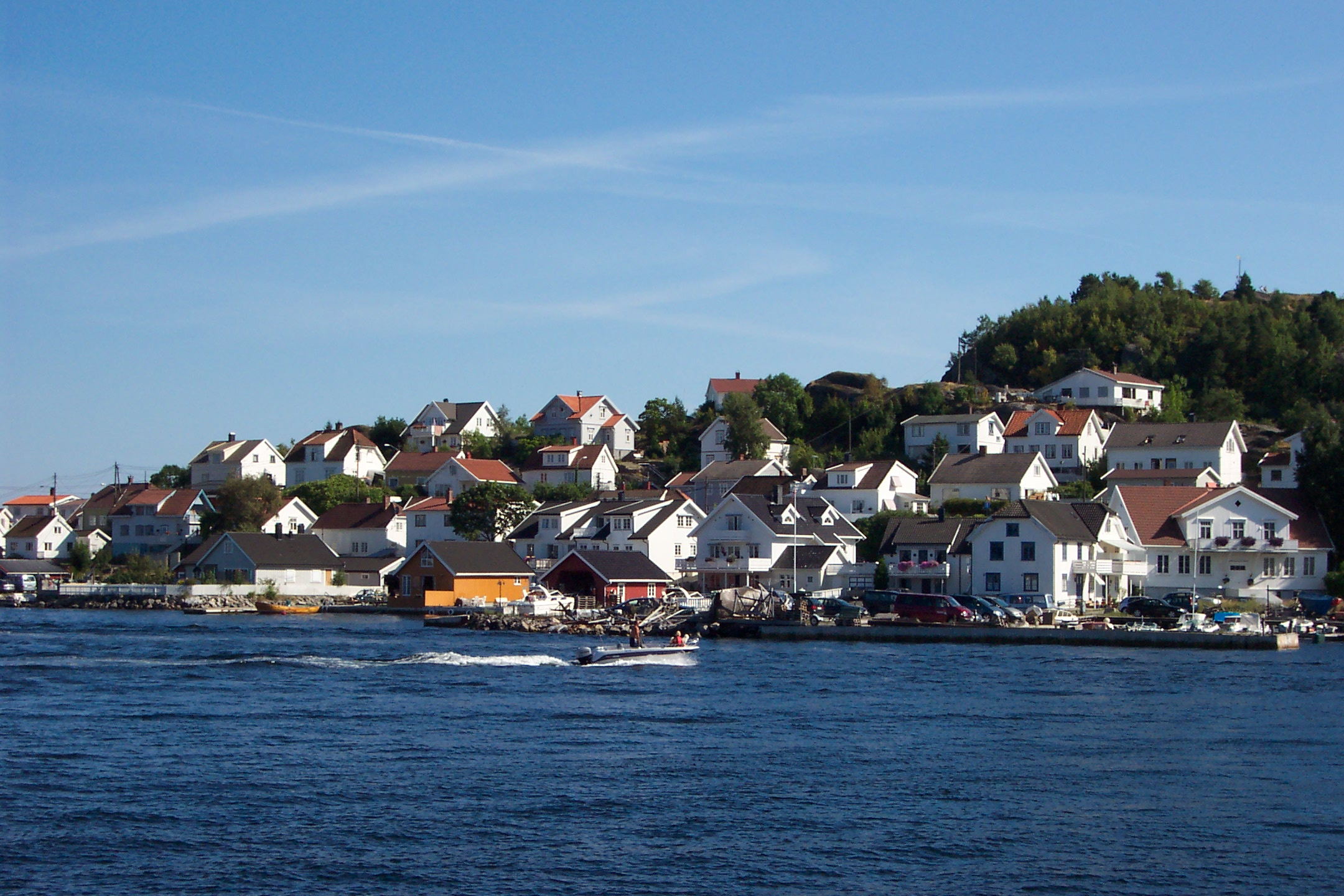
Øya a Kragerø vist des del poble.

## Geografia
Kragerø és el municipi més meridional de Telemark. Cap al sud-oest, limita amb el municipi de Risør (al comtat d'Aust-Agder); a l'oest amb Gjerstad (també al comtat d'Aust-Agder); al nord-oest amb Drangedal; i al nord-est amb Bamble. Kragerø és molt popular entre els noruecs (així com entre els estrangers) com una destinació de vacances durant l'estiu, quan la població s'infla considerablement (aproximadament un augment del 250%).

### Llogarets
Els llogarets situats al municipi són Helle, Sannidal, Skåtøy, Stråholmen, Jomfruland, i Portør.

## Fills il·lustres
- Theodor Kittelsen (1857–1914), pintor.

## Ciutats agermanades
Kragerø manté una relació d'agermanament amb les següents localitats:
- Visby, Comtat de Gotland, Suècia
- Mariehamn, Illes Åland, Finlàndia
- Slagelse, Regió de Selàndia, Dinamarca
- Valkeakoski, Finlàndia Occidental, Finlàndia